# Сиваи (Могилёвская область)
Сиваи — деревня в составе Головчинского сельсовета Белыничского района Могилёвской области Республики Беларусь.

## Географическое положение
Ближайшие населённые пункты: Ясная поляна, Торгонщина, Михайловка, Гуры, Октябрино.